# Laurent Croux
Pas d'image ? Cliquez ici
Laurent Croux, né en 1864 et mort en 1938, est un alpiniste et guide de haute montagne italien originaire de Courmayeur, en Vallée d'Aoste.

## Biographie
Laurent Croux devient guide de haute montagne en 1891 et est engagé dès ses débuts par les réputés alpinistes Francesco Gonella et Alessandro Sella. Il accompagne plus tard en montagne la reine Marguerite de Savoie et son neveu le duc des Abruzzes, mais aussi entre autres Paul Güssfeldt, John Percy Farrar, Julius Kugy et Humphrey Owen Jones (en). Il participe aux expéditions du duc des Abruzzes dans les Alpes en 1893 et 1898 et en Alaska en 1897.
Il abandonne l'alpinisme après un accident survenu en 1916 dans une scierie et devient le doyen de la Société des guides de Courmayeur.

## Ascensions remarquables
- 1891 - Première hivernale des Grandes Jorasses, le 14 janvier
- 1892 - Traversée du mont Blanc par l'éperon de la Brenva en cinq jours et quatre bivouacs
- 1897 - Première ascension du mont Saint-Élie le 31 juillet en compagnie  de Louis-Amédée de Savoie et des membres de son équipe : Jean-Antoine Maquignaz, Joseph Petigax, le photographe Vittorio Sella, Francesco Gonella, Umberto Cagni, Erminio Botta, Filippo De Filippi et André Pellissier
- 1898 - Première ascension des pointes Hélène (4 045 m) et Marguerite (4 066 m) des Grandes Jorasses en compagnie de Louis-Amédée de Savoie, Joseph Petigax et César Ollier
- 1904 - Traversée des Charmoz
- 1909 - Première traversée de l'aiguille Blanche de Peuterey, du Frêney à la Brenva
- 1909 - Premier parcours de la face sud-ouest de l'aiguille Blanche de Peuterey avec Humphrey Owen Jones
- 1911 - Arête ouest des Grandes Jorasses avec Geoffrey Winthrop Young, Humphrey Owen Jones et Joseph Knubel, le 14 août